# DB Fahrzeuginstandhaltung Werk Fulda

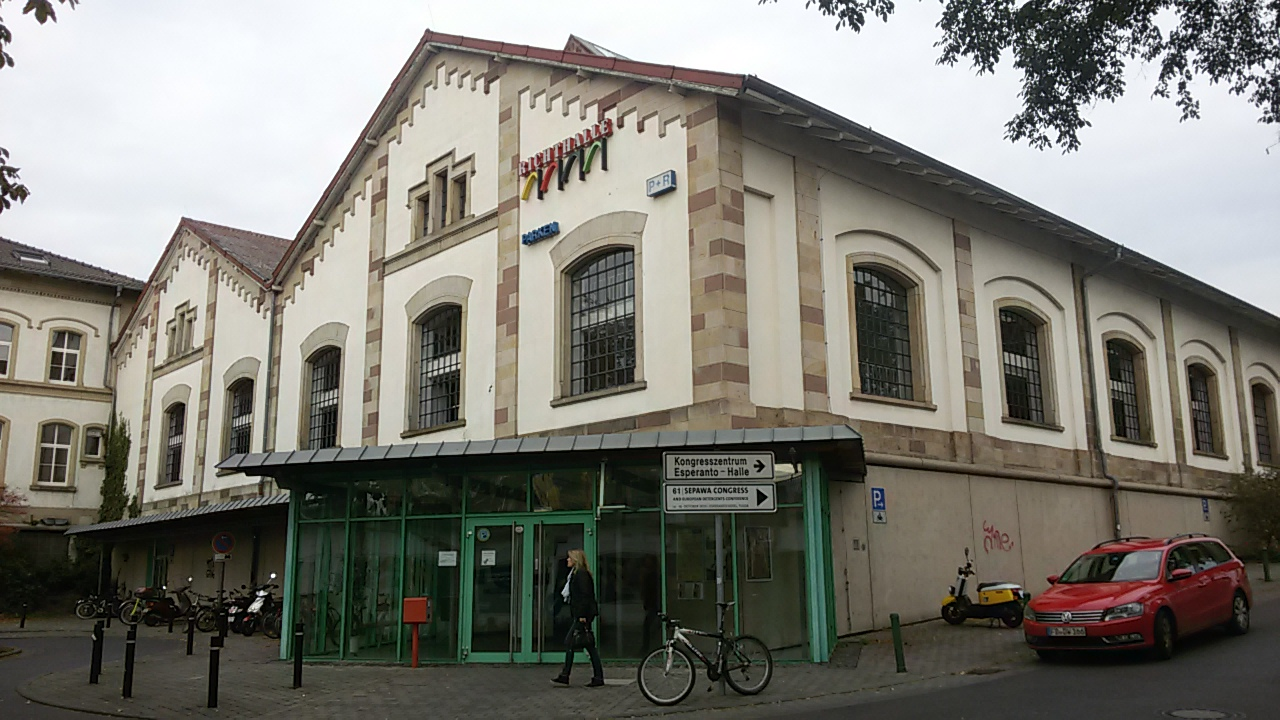
Ehemalige Richthalle; heute Parkhaus

Die DB Fahrzeuginstandhaltung Werk Fulda (ehemals Bundesbahn-Ausbesserungswerk Fulda) ist auf die Aufarbeitung von Bremsteilen von Schienenfahrzeugen spezialisiert.

## Geschichte
Mit der Eröffnung der Hanau–Bebraer Eisenbahn 1866 entstand an der Ostseite des Bahnhofs Fulda die Reparaturwerkstatt Fulda mit großzügigen, modernen Werkstattgebäuden. Hier wurden Lokomotiven und Eisenbahnwagen repariert. 1925 wurde im Zuge von Rationalisierungsmaßnahmen der Deutschen Reichsbahn der Werkstatt in Fulda die Aufarbeitung von Bremsteilen übertragen. Seit dieser Zeit ist das Werk in Fulda ein Kompetenzzentrum für die Instandsetzung und das Aufarbeiten der Bremsen von Schienenfahrzeugen.
1989/90 musste anlässlich des Bahnhofsumbaus in Fulda für die Schnellfahrstrecke Hannover–Würzburg das historische Gelände verlassen werden. Das Ausbesserungswerk erhielt eine neue Werkstatt und ein neues Verwaltungsgebäude.
Die erhaltenen historischen Gebäude des Ausbesserungswerks sind heute Kulturdenkmäler aufgrund des Hessischen Denkmalschutzgesetzes.

## Heute
Das Fuldaer Werk verfügt über langjährige Erfahrung in der Instandsetzung und Aufarbeitung der Bremsteile von Schienenfahrzeugen. Zu ihm gehört eine Außenstelle in Delitzsch und die „Integrationswerkstätten“ (ehemals: „Schwerbehindertenwerkstätten“) der Deutschen Bahn AG (DB). An insgesamt fünf Standorten in Deutschland arbeiten hier rund 110 entsprechend eingeschränkte Mitarbeiter in der Fahrzeuginstandhaltung der DB.
Das Fahrzeuginstandhaltung Werk Fulda gehört heute zur DB Networks Logistics des DB-Konzerns.